# Pacific Northwest Trail
Le Pacific Northwest Trail (PNT) est un sentier de grande randonnée long d'environ 1 930 km qui relie le Continental Divide dans le Montana à l'océan Pacifique en passant par la péninsule Olympique. 

## Description
Le sentier débute dans le parc national de Glacier dans le Montana. Il traverse les montagnes Rocheuses, la chaîne Selkirk, la Pasayten Wilderness, les North Cascades et les montagnes Olympiques. Il se termine au niveau du cap Alava. Le sentier traverse ainsi trois parcs nationaux américains (parc national des North Cascades, parc national Olympique et parc national de Glacier). Le parc est géré par le département américain de l'Agriculture. En 2009, le sentier a obtenu le titre de National Scenic Trail après que le président Barack Obama a signé la proposition.